# 北ランタオ公路

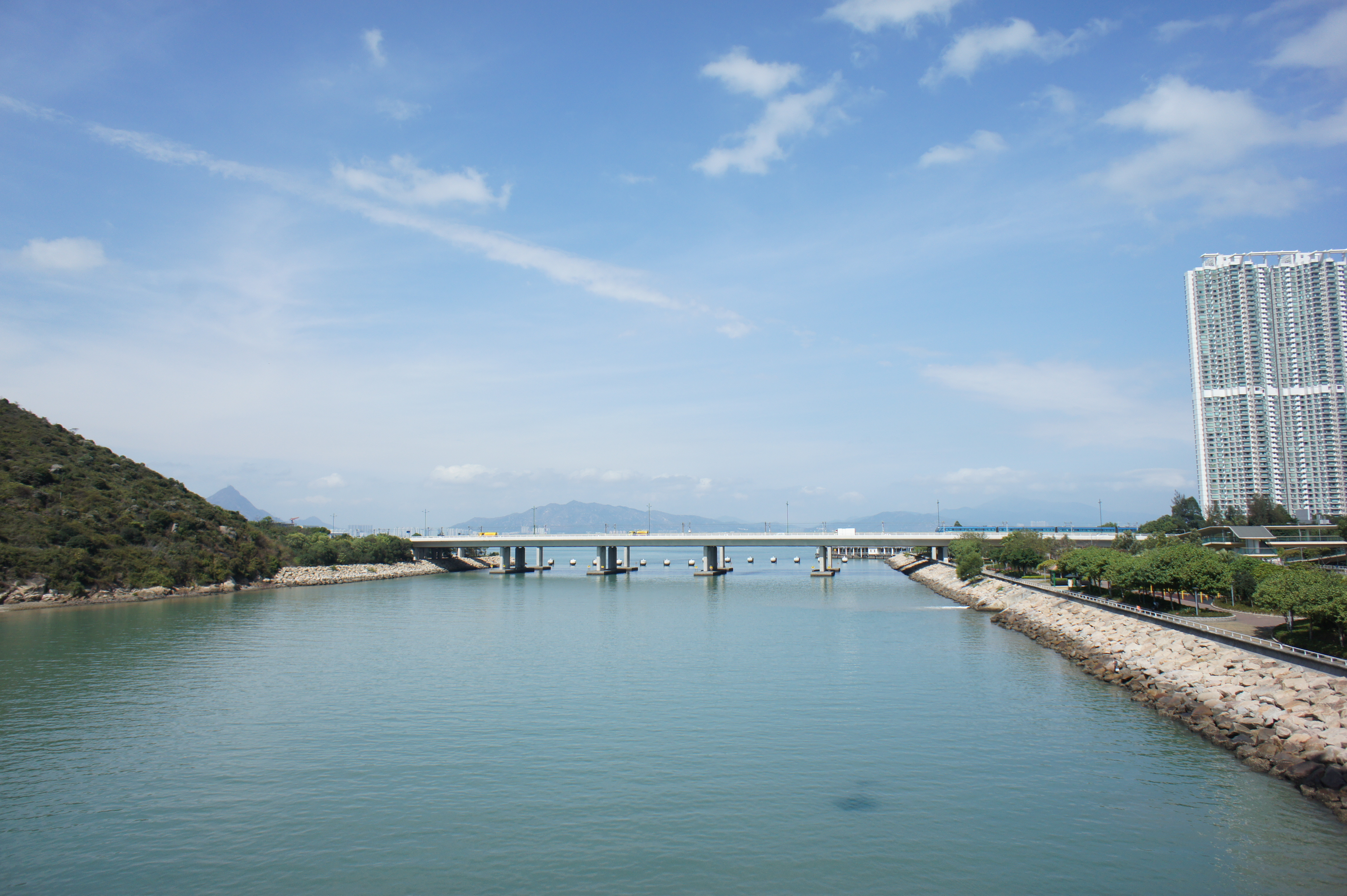
東涌（右）と赤鱲角の機場路（左）を結ぶ北ランタオ公路

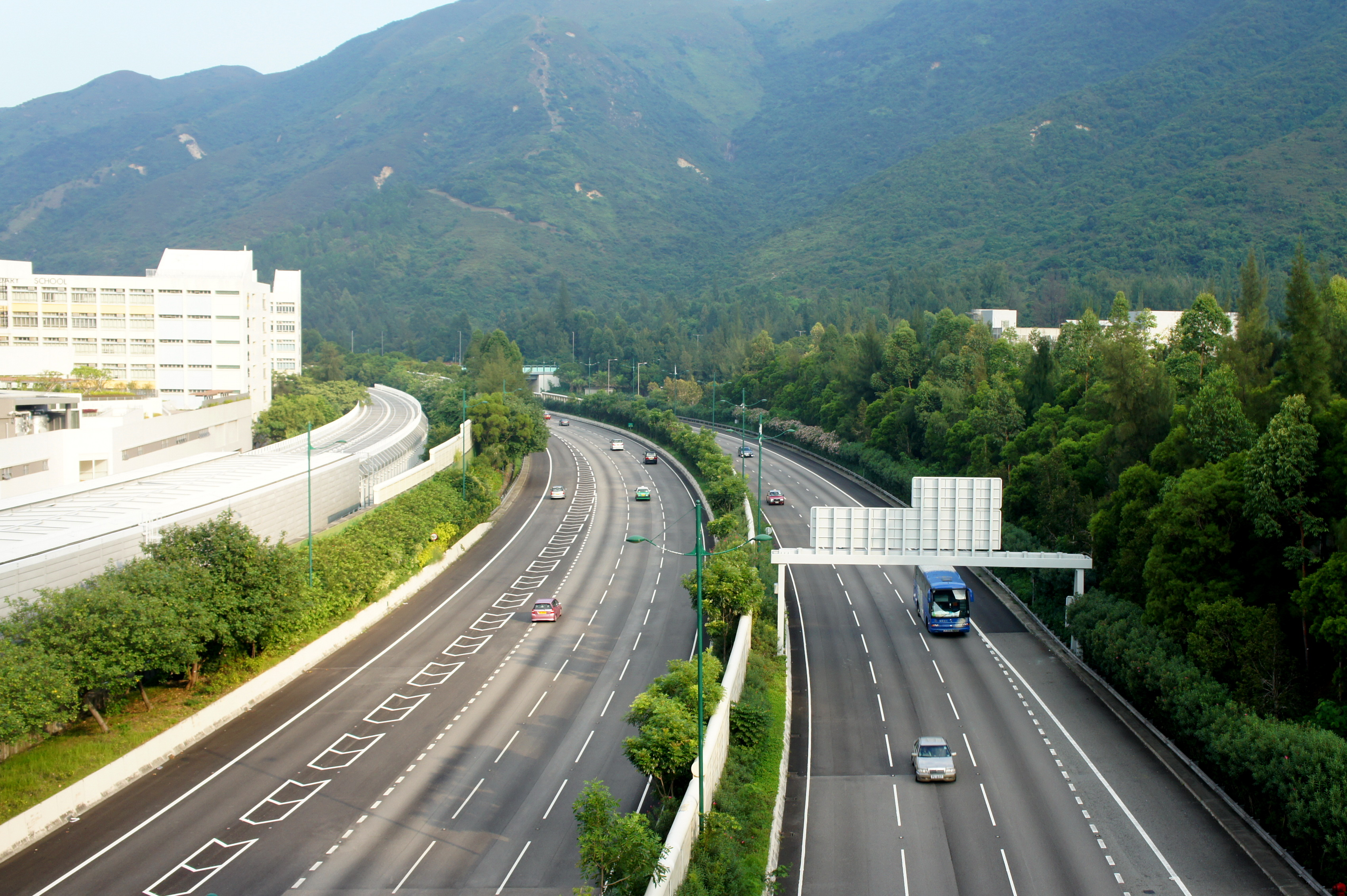
東薈城付近

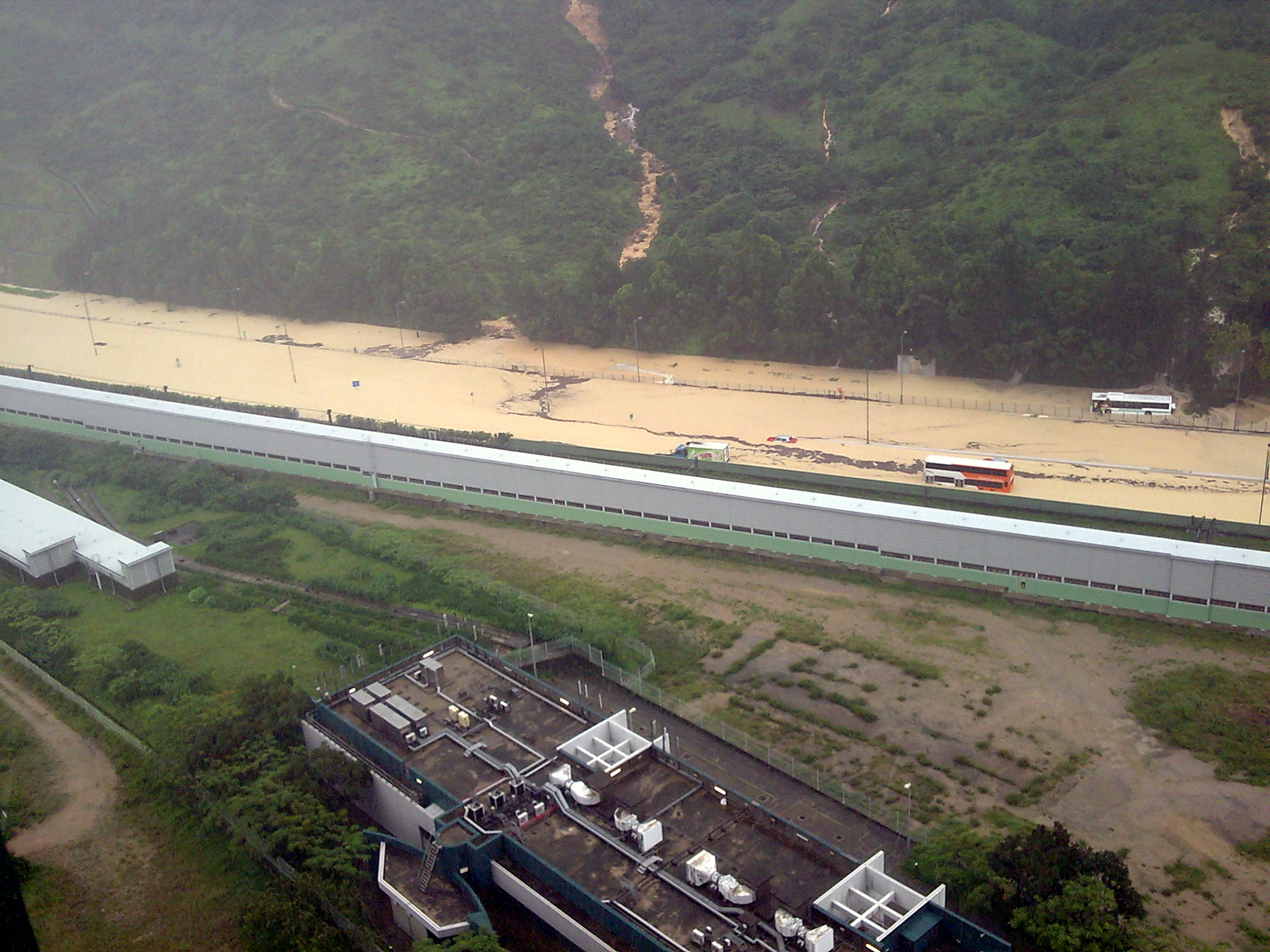
2008年6月7日、土砂崩れで封鎖された映湾園付近

北ランタオ公路（中国語: 北大嶼山公路, 英語: North Lantau Highway）は、香港の道路である。8号幹線の一部を成しており、ランタオ島赤鱲角の香港国際空港にある機場路から、市内へ向かう青嶼幹線までの区間を結んでいる。全線片側3車線の高速道路となっている。欣澳以東の区間は、青馬管制区の管轄となっており、「青馬管制区条例」が適用される。
速度制限が香港で最も緩く、時速110kmまで許容される。
港珠澳大橋の建設のため、2017年8月20日から、片道15香港ドルの通行料が課されていたが、2020年12月27日より撤廃された。

## 解説
北ランタオ公路は、香港空港コアプログラムの1つとなっており、建設時には「北大嶼山快速公路 (North Lantau Expressway)」と呼ばれていた。全長は12.5kmで，ランタオ島北岸の埋め立て地に建設されている。欣澳では、竹篙湾を結ぶ竹篙湾公路と接続しており、香港ディズニーランドと連絡する。また、将来的に大嶼山P1路と接続できるスペースが残されている。北ランタオ公路は、東涌に出口があり、屯門や港珠澳大橋香港口岸とも接続する。
青嶼幹線の料金所は、北ランタオ公路内にあり、境界より東に約400mほど進んだところに置かれている。

## 出口
| 北ランタオ公路                                                              | 北ランタオ公路 | 北ランタオ公路                                    |
| --------------------------------------------------------------------------- | -------------- | ------------------------------------------------- |
| 西行                                                                        | 出口番号       | 東行                                              |
| 機場路                                                                      |                |                                                   |
| 北ランタオ公路 終点                                                         |                | 北ランタオ公路 起点                               |
| 東涌（北） 東涌海浜路                                                       | 6C             | ‐                                                 |
| 東涌市中心、東涌（西） 東涌東IC、裕東路、怡東路                             | 6B             | ‐                                                 |
| ‐                                                                           | 6A             | 屯門、珠海、マカオ 順朗路、屯門赤鱲角トンネル公路 |
| 小蠔湾車庫                                                                  | 6              | 小蠔湾車庫                                        |
| 屯門、珠海、マカオ 順朗路、屯門赤鱲角トンネル公路                           | 5A             | ‐                                                 |
| 香港ディズニーランド、欣澳、ディスカバリー・ベイ、小蠔湾 竹篙湾公路、欣澳道 | 5              | 香港ディズニーランド、欣澳 竹篙湾公路、欣澳道     |
| 北ランタオ公路 起点                                                         |                | 北ランタオ公路 終点                               |
| 青嶼幹線 （汲水門大橋、青馬大橋）                                           |                |                                                   |

## バス路線
- ランタオ島・空港方面

1R、B5、B6、A10、A11、A12、A17、A20、A21、A22、A23、A26、A29、A29P、A31、A32、A36、A37、A38、A41、A41P、A43、A43P、A47X、E11、E11A、E11S、E21、E21A、E21C、E21X、E22、E22A、E22C、E22P、E22S、E22X、E23、E23A、E31、E32、E32A、E33、E33P、E34A、E34B、E34P、E34X、E41、E42、E42P、N21、N21A、N23、N26、N29、N30、N30P、N30S、N42、N42A、N42P、NA10、NA11、NA12、NA21、NA29、NA31、NA32、NA34、NA37、NA41、NA43、NA47、R8、R33、R33P、R42、NR334

## 重大事故
2008年6月7日朝、黒色の暴雨警告が発出されていたが、北トンネル公路の東涌・映湾園付近において、その反対側の斜面で土石流が発生した。大量の泥が下の公路まで流れ落ち、6車線全てと翔東路2車線が使用できなくなったため、香港国際空港や東涌と香港中心部を結ぶ交通が麻痺する結果となった。龍運バスやシティバスの市内行き路線は運休、空港や東涌行きの路線は青衣駅や欣澳駅までの短縮運転を余儀なくされている。通行止めが解除されたのは、2008年6月8日の午前1時23分である。